# RAB3D
RAB3D‏ (RAB3D, member RAS oncogene family) هوَ بروتين يُشَفر بواسطة جين RAB3D في الإنسان.